# Бореоатлантическая подобласть
Бореоатлантическая подобласть — морская зоогеографическая подобласть Бореальной области; расположена в Северном полушарии в умеренной зоне Атлантического океана.

## Флора и фауна
Границы бореоатлантической подобласти связаны с распространением течения Гольфстрим, проходящего в её пределах. Для неё особенно характерны: из водорослей — бурые (например, ламинария, алярия, фукусы), красные (анфельция); из моллюсков — мидии; из ракообразных — веслоногие раки (например, каланус гельголандский), креветки, лангусты, омары; из рыб — треска, пикша, сайда, камбалообразные, зубатки, кефаль, султанка; из птиц — чайки, кайры, гагарки, чистики; из ластоногих — хохлач, серый и гренландский тюлени; из китообразных — гринда. В распространении некоторых организмов наблюдается океанический разрыв (они встречаются лишь у восточных и западных берегов Атлантического океана).